# Onychorhynchus coronatus
Il pigliamosche reale dell'Amazzonia  (Onychorhynchus coronatus (Statius Müller, 1776)) è un uccello della famiglia Tityridae, endemico del Sud America.

## Tassonomia
Comprende le seguenti sottospecie:
- Onychorhynchus coronatus castelnaui (Deville, 1849) - diffusa nella parte occidentale dell'Amazzonia
- Onychorhynchus coronatus coronatus (Statius Müller, 1776) - diffusa in Venezuela, Guyana, Guiana francese e Brasile settentrionale.